# اس‌اس ژوستینیان
اس‌اس ژوستینیان (به انگلیسی: SS Justinian) یک کشتی بود که طول آن ۲۶۳ فوت ۹ اینچ (۸۰٫۳۹ متر) بود. این کشتی در سال ۱۹۴۰ ساخته شد.